# 丰满凤仙花
丰满凤仙花（学名：Impatiens obesa）为凤仙花科凤仙花属的植物，是中国的特有植物。分布于中国大陆的湖南、广东、江西等地，生长于海拔400米至750米的地区，常生于山坡林缘及山谷水旁，目前已由人工引种栽培。模式标本采自广东英德。俗名：赞比亚凤仙花。